# Rumbo
El rumbo es la dirección considerada en el plano del horizonte y, principalmente, cualquiera de las comprendidas en el meridiano. Precisamente la palabra procede del latín rhombus (‘rombo’), que son las formas geométricas que unidas señalan las diferentes direcciones posibles en la rosa de los vientos.
Rumbo es también la dirección en la que nos movemos o navegamos, o en la cual nos dirigimos o miramos y suele expresarse en forma del ángulo que forma esta dirección con otra tomada como referencia. Según que esta dirección de referencia sea el meridiano terrestre que pasa por la posición en la que nos encontramos o la dirección en que señala la brújula magnética hablaremos de rumbo geográfico o de rumbo magnético.

## Náutica

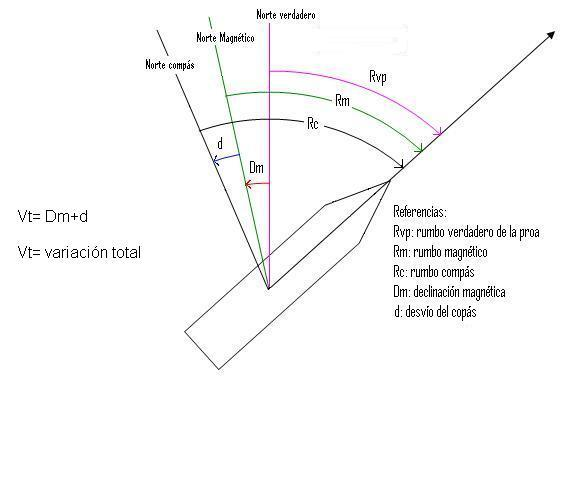
Esquema de rumbos Rvp, Rm y Rc.

En navegación se define el rumbo como el ángulo medido en el plano horizontal entre el norte y la dirección de avance del barco, medido en círculo, es decir, de 0° a 360°. El rumbo se expresa siempre con tres dígitos y, si es necesario, se añaden ceros a la izquierda. Así, al decir "rumbo 028º" se evitan errores de interpretación, evitando la confusión con rumbo 128º o 228º. Anteriormente el rumbo se expresaba "en cuadrantal", por referencia a un cuadrante de la rosa náutica: "rumbo S 30º E" significa 30 grados hacia el este contados desde el sur, lo que equivale a rumbo circular 150°.
En las cartas de navegación se representan los rumbos principales mediante la rosa náutica, compuesta por 32 rombos (deformados) unidos en el centro, cuyas puntas exteriores señalan el rumbo sobre el círculo del horizonte. Sobre el mismo, a partir del siglo XVII, se representa la flor de lis que señala el Norte. También se representa la intensidad media del viento en los diferentes sectores en los que se divide el círculo del horizonte.
En náutica se distinguen varios rumbos: 
- Rumbo de aguja (Ra): el rumbo marcado por la aguja náutica. No es el rumbo verdadero, ya que le afectan la declinación magnética y el desvío de aguja.
- Rumbo magnético (Rm): el rumbo con respecto al norte magnético, es decir, el rumbo marcado por una aguja que no tenga desviación.
- Rumbo verdadero (Rv) o de la proa: es el rumbo que marca la línea de crujía del barco con respecto al norte verdadero o geográfico.
- Rumbo de superficie (Rs): es el rumbo de avance de un barco por efecto del abatimiento, es decir, porque un viento lo desvía del rumbo verdadero.
- Rumbo efectivo (Ref): es el rumbo de avance del barco sometido al efecto de la deriva, es decir, cuando le afecta una corriente.
- Rumbo de la corriente (Rc): es el rumbo de una corriente de agua con respecto al norte verdadero.

## Conversiones
Para convertir un rumbo a un acimut es necesario primero conocer la declinación magnética. De esta forma si la declinación magnética es al Este, entonces el acimut va a ser el rumbo más la declinación magnética (Az = Rm+Dm), en cambio, si la declinación magnética es al oeste entonces el acimut es igual al rumbo menos la declinación magnética (Az = Rm-Dm). Para facilitar las ecuaciones y que se utilice una sola, se usa la ecuación donde el acimut es el rumbo más la declinación magnética teniendo en cuenta la convención de signos en donde el Este es positivo y el Oeste es negativo. Ejemplo: necesito encontrar el azimut en un punto donde el rumbo es de 60° y la declinación magnética es de 5°Oeste (-5°). Utilizando la fórmula: Az = Rm+Dm = 60° + (-5°) = 55°

## Expresiones relacionadas
- Rumbo de la aguja: cada uno de los treinta y dos señalados en la rosa náutica y también el que según ella o sin corregir de variación ha seguido la nave o se da por arrumbamiento de una costa o entre dos objetos.
- Rumbo del mundo: cualquiera de los que se consideran en el globo hacia los cuatro puntos cardinales y sus intermedios.
- Rumbo corregido o verdadero: el que se supone hecho por cualquiera de los del mundo o el corregido de la variación de la aguja y del abatimiento de la nave.
- Rumbo directo: el que media directamente entre el punto de partida y el de llegada prescindiendo de los diferentes intermedios que haya sido forzoso hacer en la travesía a causa de la variedad de los vientos o como si aquel solo se hubiese seguido. Se llama estimado cuando su deducción o averiguación proviene de la cuenta de estima. El que sigue la curva ortodrómica es un rumbo directo.
- Rumbo oblicuo: cualquiera de los intermedios entre los que siguen la dirección de los cuatro puntos cardinales o el que hace la embarcación que navega por la loxodromia. También se dice del que toma la que persigue a otra en ciertas circunstancias sin dirigirse a ella para alcanzarla más pronto.
- Rumbo falso: el que se aparta de la derrota conveniente y se adopta a la vista de otro buque a quien se quiere engañar.
- Rumbo de bolina: cualquiera de los dos que forman con la dirección del viento un ángulo de seis cuartas o sesenta y siete y medio grados por cada lado.
- Rumbo franco: el que conduce al buque libre de cualquier bajo u otro peligro.
- Dar el rumbo:  servir de guía en todos los movimientos o alteraciones en la derrota a las demás embarcaciones que van en conserva y también ejercer el que manda la acción de su autoridad e indicar o señalar el rumbo que ha de seguirse.
- Hacer rumbo: ponerse desde luego a navegar con dirección al punto determinado y hacer tal rumbo es denominar el que se lleva en el momento o determinar el que haya de seguirse.
- Estar, ir, navegar, gobernar o ponerse a rumbo: seguir el que conviene a la derrota o ponerse a él.
- Enmendar el rumbo: corregir un rumbo equivocado.
- Corregir el rumbo: reducir a verdadero el que se ha hecho por la indicación de la aguja, sumándole o restándole la variación de esta según los casos y en combinación cou el abatimiento cuando lo hay.
- Meter a tal rumbo: dirigir la proa hacia el propuesto orzando o arribando lo necesario aunque en este caso el meter se entiende más generalmente por orzar o por cerrar el ángulo del rumbo con la dirección a que demora algún objeto.
- Abrir el rumbo: agrandar el ángulo que este forma con la visual a un objeto y también el que el mismo rumbo vale o el que hasta él se cuenta desde la línea norte-sur. Las operaciones contrarias se significan con la frase de cerrar el rumbo. En otro sentido y con otra expresión, cual es la de abrir un rumbo se entiende el levantar un tablón en el casco del buque.
- Abatir el rumbo: hacer declinar su dirección hacia sotavento arribando para ello lo necesario o suficiente al fin propuesto.
- Atravesar, cruzar o cortar el rumbo. Tomar y seguir un rumbo que se aproxime todo lo posible al que debe hacerse y proporcione al mismo tiempo una posición que defienda contra la mucha mar y viento. La frase de cortar entre mar y mar, expresa la misma maniobra pero aprovechando para ejecutarla los intervalos entre golpe y golpe de mar a fin de ganar más hacia el rumbo conveniente.
- Perder el rumbo: extraviarse de la derrota e ignorar el paraje en que se halla la nave.
- Hurtar el rumbo:tomar o ponerse un buque durante la noche a otro rumbo distinto del que ha seguido en el día para evadirse del enemigo superior que lo persigue.
- Echar o coger un rumbo: ajustar, colocar y clavar en su lugar el tablón o pedazo de tablón levantado en el casco del buque con cualquier motivo.
- ¡A rumbo!: voz de mando al timonel para que gobierne al que se le ha señalado.
- A rumbo de pipa: mod. adv. con que se denota una vuelta o curvidad semejante a la de las duelas de las pipas.